# Winchester (Massachusetts)
Winchester – miasto w Stanach Zjednoczonych, w stanie Massachusetts, w hrabstwie Middlesex.